# FPR2
FPR2 (англ. Formyl peptide receptor 2) – білок, який кодується однойменним геном, розташованим у людей на короткому плечі 19-ї хромосоми. Довжина поліпептидного ланцюга білка становить 351 амінокислот, а молекулярна маса — 38 964.
| 10         |  | 20         |  | 30         |  | 40         |  | 50         |
| ---------- |  | ---------- |  | ---------- |  | ---------- |  | ---------- |
| METNFSTPLN |  | EYEEVSYESA |  | GYTVLRILPL |  | VVLGVTFVLG |  | VLGNGLVIWV |
| AGFRMTRTVT |  | TICYLNLALA |  | DFSFTATLPF |  | LIVSMAMGEK |  | WPFGWFLCKL |
| IHIVVDINLF |  | GSVFLIGFIA |  | LDRCICVLHP |  | VWAQNHRTVS |  | LAMKVIVGPW |
| ILALVLTLPV |  | FLFLTTVTIP |  | NGDTYCTFNF |  | ASWGGTPEER |  | LKVAITMLTA |
| RGIIRFVIGF |  | SLPMSIVAIC |  | YGLIAAKIHK |  | KGMIKSSRPL |  | RVLTAVVASF |
| FICWFPFQLV |  | ALLGTVWLKE |  | MLFYGKYKII |  | DILVNPTSSL |  | AFFNSCLNPM |
| LYVFVGQDFR |  | ERLIHSLPTS |  | LERALSEDSA |  | PTNDTAANSA |  | SPPAETELQA |
| M          |  |            |  |            |  |            |  |            |

A: Аланін

C: Цистеїн

D: Аспарагінова кислота

E: Глутамінова кислота

F: Фенілаланін

G: Гліцин

H: Гістидин

I: Ізолейцин

K: Лізин

L: Лейцин

M: Метіонін

N: Аспарагін

P: Пролін

Q: Глутамін

R: Аргінін

S: Серин

T: Треонін

V: Валін

W: Триптофан

Кодований геном білок за функціями належить до рецепторів, g-білокспряжених рецепторів, білків внутрішньоклітинного сигналінгу. 
Задіяний у такому біологічному процесі, як хемотаксис. 
Локалізований у клітинній мембрані, мембрані.